# Nicola Conci
Nicola Conci (Trento, 5 de gener de 1997) és un ciclista italià. Actualment corre a l'equip XDS Astana Team.
Membre de l'equip Gazprom-RusVelo, l'equip va perdre la seva llicència el març de 2022 arran de la invasió russa d'Ucraïna. El maig va firmar per l'equip Alpecin-Fenix Development, segon equip de l'Alpecin-Deceuninck.

## Palmarès
- 2015
  - 1r al Trofeu Emilio Paganessi
  - Vencedor d'una etapa al Giro de la Lunigiana
- 2017
  - 1r al Trofeu Ciutat de San Vendemiano
  - 1r al Gran Premi de Poggiana

### Resultats a la Volta a Espanya
- 2018. No surt (16a etapa)

### Resultats al Giro d'Itàlia
- 2019. 63è de la classificació general
- 2020. 52è de la classificació general
- 2023. No surt (7a etapa)
- 2024. 23è de la classificació general